# Марія Амелія Вюртемберзька
Марія Амелія Вюртемберзька (нім. Marie Amelie von Württemberg), повне ім'я Марія Амелія Хільдегард Філіпіна Терезія Жозефіна Вюртемберзька (нім. Maria Amelie Hildegard Philippine Theresia Josephine, Herzogin von Württemberg, 24 грудня 1865 — 16 грудня 1883) — принцеса Вюртемберзька з Вюртемберзького дому, донька герцога Філіпа Вюртемберзького та австрійської ерцгерцогині Марії Терезії.

## Біографія
Марія Амелія та її брат-близнюк Альбрехт народилися 24 грудня 1865 року у Відні. Вони стали першими дітьми в родині герцога Філіпа Вюртемберзького та його дружини Марії Терезії Австрійської, з'явившись на світ за одинадцять місяців після весілля батьків. Діти народилися на Святвечір, як і імператриця Єлизавета, яка в свій час була присутня на вінчанні Філіпа та Марії Терезії. Згодом у Марії Амелії та Альбрехта з'явилася молодша сестра Марія Ізабелла та брати Роберт і Ульріх.
У 1866 році сімейство оселилося у новозбудованому палаці на Рінгштрассе, але мешкало там лише чотири роки. Матері нова оселя не подобалась, і Філіп продав будівлю банкіру Гораціо фон Ландау. Натомість батьки придбали палац Штрудельгоф, який став міською резиденцією родини. Літо проводили на віллі в Альтмюнстері на північно-західному березі озера Траунзеє.
Марія Амалія померла сухот в Арко за тиждень до свого 18-річчя. Була похована у Ґмундені. Після будівництва церкви святого Михайла в Альтсгаузені у 1928 році її прах було перенесено туди.

## Титули
24 грудня 1865—16 грудня 1883 — Її Королівська Високість Герцогиня Марія Амелія Вюртемберзька. 